# Beitun, Xinjiang
Beitun är en stad på subprefekturnivå i i Xinjiang i nordvästra Kina. Staden är helt omgiven av prefekturen Altay, men lyder under Produktions- och konstruktionskåren i Xinjiang.